# Flaga Ufy
Flaga Ufy (ros: Флаг Уфы) – jest oficjalnym symbolem miejskim Ufy, przyjętym w obecnej formie 6 września 2007 roku przez radę miasta.

## Opis i symbolika
Flaga miasta Ufa to prostokątny materiał w proporcjach (szerokość do długości) – 2:3, podzielony na dwa poziome pasy. Górny pas barwy białej stanowi 7/10 całości flagi. Dolny pas stanowi 3/10 całości i jest wypełniony kolorem zielonym. Pośrodku górnego pasa umieszczony jest martes (kuna), barwy brązowej, znajdujący się w biegu i zwrócony pyskiem w lewą stronę, o złotym wyciągniętych pazurach, białych oczach i ogonem ukierunkowanym ku górze.
Flaga oparta jest na miejskim herbie Ufy. Wyobrażenie biegnącego martesa ma oddawać dynamizm tego stworzenia, które gęsto zamieszkuje tereny wokół Ufy, a także jego piękno oraz dumę. Barwa biała górnej części flagi ma odzwierciedlać wiarę, szczerość oraz hojność mieszkańców miasta. Zieleń symbolizuje pokój, wolność, dostatek i spokój tych ziem. Flaga ma być symbolem jedności mieszkańców Ufy.

## Historia
Martes pojawia się w herbie Ufy już pod koniec XVI wieku i od tego czasu staje się on symbolem miasta. Wprawdzie w czasie panowania Piotra I Wielkiego próbowano go zastąpić wyobrażeniem baszkirskiego konia, ale ostatecznie to wyobrażenie trafiło na sztandary regimentu ufijskiego. Sytuacja zmieniła się dopiero po 1917 r., gdy wraz z przewrotem bolszewickim dawne symbole zostały zastąpione nowymi, związanymi z władzą sowiecką. Pomysł ustanowienia flagi miasta pojawia się po rozpadzie Związku Radzieckiego, ale aż do 2007 roku Ufa nie posiadała własnej flagi. 
6 września 2007 r. Ufijska Rada Miasta zdecydowała o nadaniu stolicy Baszkirii pierwszej flagi. Została ona zarejestrowana w Państwowym heraldycznym rejestrze Federacji Rosyjskiej, gdzie otrzymała numer 3243. Użycie flagi reguluje uchwała miejskiej. Flagi musi nieustannie powiewać nad budynkami władz miasta, zarówno związanymi z władzą wykonawczą jak i prawodawczą, a także powinna się znajdować w biurach najwyższych urzędników oraz na salach posiedzeń rady miejskiej. W przypadku użycia wraz z państwową flagą Federacji Rosyjskiej, flaga miasta nie może być od niej większa rozmiarem i powinna znajdować się po prawej stronie. To samo dotyczy flagi baszkirskiej.  